# Drepananthus pruniferus
Drepananthus pruniferus Maingay ex Hook.f. & Thomson – gatunek rośliny z rodziny flaszowcowatych (Annonaceae Juss.). Występuje naturalnie w Malezji. 

## Morfologia
PokrójZimozielone drzewo dorastające do 30 m wysokości. Kora ma brązowopurpurową barwę. Młode pędy są omszone.
LiścieMają kształt od eliptycznego do eliptycznie podłużnego. Mierzą 16,5–40 cm długości oraz 6–15 cm szerokości. Są skórzaste. Nasada liścia jest prawie sercowata. Blaszka liściowa jest o tępym wierzchołku. Ogonek liściowy jest nagi i dorasta do 15–25 mm długości.
KwiatySą pojedyncze lub zebrane w parach. Rozwijają się w kątach pędów. Działki kielicha mają owalnie trójkątny kształt, są owłosione i dorastają do 17 mm długości. Płatki mają podłużny kształt i żółtą barwę, osiągają do 25 mm długości, są owłosione.
OwoceTworzą owoc zbiorowy. Mają prawie kulisty kształt. Osiągają 2,5–3,5 cm długości.